# トニー・シルヴァ
トニー・シルヴァ（Tony Sylva, 1975年5月17日 - ）はセネガル・ゲジャワイ出身の元同国代表サッカー選手。現役時代のポジションはGK。

## 来歴
セネガルのクラブからASモナコに加入するとフランス全国選手権(3部)のガゼレク・アジャクシオやリーグ・ドゥのエスピナルにローン移籍した後ファビアン・バルテズ、フラヴィオ・ローマの控えだったが、2004年に元モナコの監督だったクロード・ピュエルが指揮するリールOSCに移籍し、正ゴールキーパーとしてプレーした。2008年には契約切れを機にトラブゾンスポルに移籍した。

## 代表歴

### 出場大会
- セネガル代表
  - 2002 FIFAワールドカップ

### 試合数
- 国際Aマッチ 83試合 0得点（1999年-2008年）[1]

| セネガル代表 | 国際Aマッチ | 国際Aマッチ |
| 年           | 出場        | 得点        |
| ------------ | ----------- | ----------- |
| 1999         | 1           | 0           |
| 2000         | 0           | 0           |
| 2001         | 7           | 0           |
| 2002         | 16          | 0           |
| 2003         | 9           | 0           |
| 2004         | 14          | 0           |
| 2005         | 8           | 0           |
| 2006         | 9           | 0           |
| 2007         | 8           | 0           |
| 2008         | 11          | 0           |
| 通算         | 83          | 0           |

## タイトル
- ASモナコ

リーグ・アン 2000
クープ・ドゥ・ラ・リーグ 2003